# Потсдам
Потсдам (длсрп. Podstupim) град је у њемачкој савезној држави Бранденбург, са око 150.000 становника, и престоница немачке савезне државе Бранденбург. Налази се на реци Хафел, 26 km југозападно од Берлина, са којим је повезан С-возом (брзим приградском возом).

## Географија

### Клима
| Клима Потсдам                         | Клима Потсдам | Клима Потсдам | Клима Потсдам | Клима Потсдам | Клима Потсдам | Клима Потсдам | Клима Потсдам | Клима Потсдам | Клима Потсдам | Клима Потсдам | Клима Потсдам | Клима Потсдам | Клима Потсдам  |
| Показатељ \ Месец                     | .Јан.         | .Феб.         | .Мар.         | .Апр.         | .Мај.         | .Јун.         | .Јул.         | .Авг.         | .Сеп.         | .Окт.         | .Нов.         | .Дец.         | .Год.          |
| ------------------------------------- | ------------- | ------------- | ------------- | ------------- | ------------- | ------------- | ------------- | ------------- | ------------- | ------------- | ------------- | ------------- | -------------- |
| Апсолутни максимум, °C (°F)           | 14,5 (58,1)   | 18,6 (65,5)   | 23,5 (74,3)   | 31,4 (88,5)   | 33,2 (91,8)   | 36,6 (97,9)   | 38,2 (100,8)  | 38,6 (101,5)  | 32,6 (90,7)   | 27,2 (81)     | 18,0 (64,4)   | 14,8 (58,6)   | 38,6 (101,5)   |
| Максимум, °C (°F)                     | 2,7 (36,9)    | 4,4 (39,9)    | 9,0 (48,2)    | 14,9 (58,8)   | 20,0 (68)     | 22,3 (72,1)   | 24,6 (76,3)   | 24,3 (75,7)   | 19,5 (67,1)   | 13,7 (56,7)   | 7,3 (45,1)    | 3,6 (38,5)    | 13,9 (57)      |
| Просек, °C (°F)                       | 0,2 (32,4)    | 1,2 (34,2)    | 4,9 (40,8)    | 9,5 (49,1)    | 14,4 (57,9)   | 17,0 (62,6)   | 19,3 (66,7)   | 19,0 (66,2)   | 14,9 (58,8)   | 9,9 (49,8)    | 4,6 (40,3)    | 1,4 (34,5)    | 9,7 (49,5)     |
| Минимум, °C (°F)                      | −2,4 (27,7)   | −2,0 (28,4)   | 0,8 (33,4)    | 4,2 (39,6)    | 8,7 (47,7)    | 11,7 (53,1)   | 14,0 (57,2)   | 13,6 (56,5)   | 10,2 (50,4)   | 6,1 (43)      | 1,9 (35,4)    | −0,9 (30,4)   | 5,5 (41,9)     |
| Апсолутни минимум, °C (°F)            | −20,8 (−5,4)  | −19,9 (−3,8)  | −14,0 (6,8)   | −5,8 (21,6)   | −1,7 (28,9)   | 3,1 (37,6)    | 6,9 (44,4)    | 5,4 (41,7)    | 1,6 (34,9)    | −5,1 (22,8)   | −10,9 (12,4)  | −17,7 (0,1)   | −20,8 (−5,4)   |
| Количина падавина, mm (in)            | 45,8 (1,803)  | 37,0 (1,457)  | 39,2 (1,543)  | 33,8 (1,331)  | 54,2 (2,134)  | 66,8 (2,63)   | 70,7 (2,783)  | 61,3 (2,413)  | 45,1 (1,776)  | 40,7 (1,602)  | 44,8 (1,764)  | 52,0 (2,047)  | 591,4 (23,283) |
| Извор: Weather and climate in Potsdam |               |               |               |               |               |               |               |               |               |               |               |               |                |

## Историја
Потсдам је вероватно основан у 10. веку као словенско село по имену Poztupimi. Први пут се помиње 993, а до 1317. помиње се као мали (сада немачки) град. Стекао градску повељу 1345. године. 1573. је још био мали трговачки град (2000 становника). За време Тридесетогодишњега рата (1618—1648) уништена је скоро половина града.
Судбина Потсдама се драматично променила када је изабран за ловачку резиденцију Фридриха Вилхелма I, кнеза-изборника Бранденбурга, 1660. У граду је такође била стационирана пруска војска. Град је касније постао резиденција пруске краљевске породице. Значајне зграде су махом грађене за време владавине Фридриха Великог. Палата Сансуси (на француском: „без брига“, Георга Венцеслава фон Кнобелсдорфа, 1744) је једна од ових грађевина, чувена по својим формалним вртовима и унутрашњости у стилу Рококоа.
Док је Берлин био званична престоница Пруске и касније Немачког царства, двор је био у близини Потсдама, а и многи владини званичници су били смештени у Потсдаму. Град је изгубио статус друге престонице 1918, када се завршио Први светски рат.
Кад је успостављена Нацистичка Немачка, церемонијално руковање између председника, Паула фон Хинденбурга и новог канцелара Адолфа Хитлера је одржано 21. марта, 1933. У потсдамској гарнизонској цркви (Garnisonskirche), симболишући коалицију војске (рајхсвера) и нацизма.
Потсдам је тешко оштећен у бомбардовању током Другог светског рата. Сесиленхоф палата је била место где је одржана Потсдамска конференција од 17. јула до 2. августа, 1945, кад су се савезнички лидери (Хари Труман, Клемент Атли и Стаљин) састали да одлуче о даљој судбини Немачке.

### Скорашња историја
Влада Источне Немачке је настојала да избрише симболе пруског милитаризма. Многе историјске грађевине које су тешко оштећене током рата су срушене.
Потсдам је југозападно од Берлина, и граничио се са западним Берлином кад је изграђен Берлински зид. Зид није само одсекао Потсдам од западног Берлина, већ је и удвостручио време потребно да се стигне до источног Берлина. Мост Глиенике преко реке Хафел је спајао град са западним Берлином, и био је место одигравања неких од размена шпијуна током Хладног рата.
После уједињења Немачке, Потсдам је постао главни град поново основане савезне државе Бранденбург.

## Политика
Потсдам је имао градоначелника (Bürgermeister) и градски савет од 15. века. Од 1809, градски савет је био биран, са над-градоначелником (Oberbürgermeister) на челу. За време Трећег рајха, градоначелника је бирала НСДАП, а градски савет је распуштен; реконструисан је симболично после рата, али слободни избори се нису одржавали до уједињења.
Данас је градски савет централни административни орган града. Последњи локални избори су одржани 26. октобра 2003, а следећи би требало да се одрже 2008. Од 1990. до 1999, председавајући градског савета је био познат као „градски председник“ (данас једноставно „председавајући градског савета"). Градоначелник се бира директно. На последњим изборима за градоначелника, 22. септембра, 2002. ниједан кандидат није освојио већину гласова, и други круг избора је одржан између Јана Јакобса (СПД), и Ханс-Јиргена Шарфенберга (ПДС). Јакобс је победио изразито тесном већином, освојивши 50,1% посто гласова.

## Образовање и наука
Потсдам је универзитетски град. Универзитет у Потсдаму је основан 1991. Његов претходник је био Brandenburgische Landeshochschule Karl Liebknecht, образовни колеџ, основан 1948, и он је био једна од најзначајнијих високошколских установа у Источној Немачкој.
Осим тога постоје и Колеџ за филм и телевизију, основан, 1954. у Бабелзбергу, први центар немачке филмске индустрије од њеног настанка. Такође постоји и неколико истраживачких фондација, укључујући Фраунхофер институт за истраживање примењених полимера и Институт Макс Планк за гравитациону физику (Алберт-Ајнштајн-институт).

## Географија
Град се налази на надморској висини од 35 m. Површина општине износи 187,4 km². Град има серију повезаних језера. Посједује регионалну шифру (AGS) 12054000.

## Становништво
У самом граду је, према процјени из 2010. године, живјело 152.966 становника. Просјечна густина становништва износи 816 становника/km².

## Партнерски градови
| Мјесто    | Држава     | Врста сарадње | Од    |
| --------- | ---------- | ------------- | ----- |
| Су Фолс   | САД        | партнерство   | 1990. |
| Ополе     | Пољска     | партнерство   | 1973. |
| Перуђа    | Италија    | партнерство   | 1990. |
| Јивескиле | Финска     | партнерство   | 1985. |
| Бобињи    | Француска  | партнерство   | 1974. |
| Луцерн    | Швајцарска | партнерство   | 2002. |
| Извор     |            |               |       |